# Молеподобные
Молеподобные, или молеобразные (лат. Tineoidea) — надсемейство отряда чешуекрылых.

## Описание
Отличаются узкими крыльями с длиной бахромой на задних крыльях либо крылья частью прозрачные; голова часто с торчащими чешуйками. Гусеницы образуют чехлики или паутинные ходы.

## Классификация
В соответствии с проектом Викивиды надсемейство подразделяют на следующие семейства:
- Акролефиды (Acrolophidae)
- Amphitheridae
- Arrhenophanidae
- Дугласииды (Douglasiidae)
- Эриокоттиды (Eriocottidae)
- Lypusidae
- Мешочницы (Psychidae)
- Roeslerstammiidae
- Малинные моли (Schreckensteiniidae)
- Настоящие моли (Tineidae)